# Berserker (Gary Numan)
Berserker è l'ottavo album discografico di Gary Numan, pubblicato dalla Numa Records, di proprietà di Numan, nell'ottobre 1984.
È stato ristampato in CD nel 1991 dalla Numa Records, nel 1999 dalla Cleopatra Records per il mercato statunitense e dalla Eagle Records per il mercato inglese, con alcune differenze nel numero e nella disposizione delle tracce.

## Tracce
(Musiche e testi di Gary Numan)
Tracce vinile 1984 (Numa Records)
1. Berserker - 5:52
2. This is New Love - 6:19
3. The Secret – 5:55
4. My Dying Machine - 5:37
5. Cold Warning - 6:01
6. Pump it Up - 4:45
7. The God Film - 4:42
8. A Child with the Ghost - 4:04
9. The Hunter - 4:32

Tracce CD 1991 (Numa Records)
1. Berserker - 6:46
2. This Is New Love - 8.48
3. The Secret - 6:45
4. My Dying Machine - 9:23
5. Cold Warning - 7:03
6. Pump it Up - 4:51
7. The God Film - 4:44
8. A Child with the Ghost - 4:04
9. The Hunter - 6:48

Tracce CD 1999 mercato statunitense (Cleopatra Records)
1. Berserker - 5:52
2. This Is New Love - 6:19
3. The Secret - 5:55
4. My Dying Machine - 5:37
5. Cold Warning - 6:01
6. Pump it Up - 4:45
7. The God Film - 4:42
8. A Child with the Ghost - 4:04
9. The Hunter - 4:32
10. Berserker (Extended) - 6:46
11. Empty Bed, Empty Heart - 3:12
12. My Dying Machine (Extended) - 9:23
13. Here Am I - 5:46

Tracce CD 1999 mercato inglese (Eagle Records)
1. Berserker - 5:52
2. This Is New Love - 6:19
3. The Secret - 5:55
4. My Dying Machine - 5:37
5. Cold Warning - 6:01
6. Pump it Up - 4:45
7. The God Film - 4:42
8. A Child with the Ghost - 4:04
9. The Hunter - 4:32
10. Empty Bed, Empty Heart - 3:12
11. Here Am I - 5:46
12. She Cries - 6:01
13. Rumour - 2:50
14. This Ship Comes Apart - 4:01

## Musicisti
- Gary Numan – voce, tastiere, chitarra
- Bill Nelson - chitarra, tastiere
- Rrussell Bell - chitarra
- Joe Hubbard – basso fretless, chitarra
- Cedric Sharpley - batteria